# 大野由美子 (バスケットボール)
大野 由美子（おおの ゆみこ、1962年4月6日 - ）は、日本の元女子バスケットボール選手である。栃木県出身。宇都宮女子商業高校卒業。現役時代は東芝に所属していた。
ブラジル開催1983年世界選手権に全日本メンバーとして出場。